# Franco Luberti
Franco Luberti (Valmontone, 27 agosto 1934 – Latina, 17 gennaio 2020) è stato un politico e avvocato italiano.

## Biografia
Iscritto al Partito Comunista, viene eletto nei primi anni sessanta sindaco della città di Cori, alla Camera nella V legislatura e al Senato nella VII. Dal 1981 al 1986 è stato membro del Consiglio superiore della magistratura. Nel 1976 ha rappresentato come avvocato di parte civile le vittime del massacro del Circeo e, nella sua professione forense, ha ricoperto il ruolo di difensore dei partigiani attivi nell'attentato di via Rasella del 1944.